# وصلت
وصلت (به ترکی استانبولی: Vuslat) مجموعه تلویزیونی ساخت کشور ترکیه‌ در ژانر درام و اکشن به کارگردانی مورات اونبول و باریش یوش و نویسندگی بطول یاگساگان است. پخش آن در شبکه تلویزیونی تی‌آرتی ۱ ترکیه در تاریخ ۷ ژانویه ۲۰۱۹ آغاز شد. بازیگرانی همچون قدیر دوغلو، دوریم اوزکان، مهمت اوزگور، امید کانتارجیلار و اونور سعید یاران به ایفای نقش پرداخته‌اند. این مجموعه تلویزیونی، متشکل از ۲ فصل، پس از انتشار قسمت ۴۴ در ۹ مارس ۲۰۲۰ به پایان رسید. بازیگران اصلی این فیلم قدیر دوغلو در نقش عزیز کورکمازر و دوریم اوزکان در نقش فریده چائلار است.

## خلاصهٔ داستان
عزیز، صاحب و وارث شرکت خانوادگی‌شان است. فریده دختری است که زندگی آرامی دارد و برای تأمین زندگی خانواده‌اش در یک بوتیک مشغول به کار می‌شود. او شاهد یک قتل است که عزیز مرتکب شده و می‌خواهد او را به پلیس معرفی کند. عزیز هم می‌خواهد که جلوی او را بگیرد؛ اما آن‌ها کم‌کم به هم علاقه‌مند می‌شوند. 